# جونغ جاي-جونغ
جونغ جاي-جونغ (الكورية: 정재용) هو لاعب كرة قدم كوري جنوبي في مركز الوسط، ولد في 14 سبتمبر 1990 في كوريا الجنوبية. لعب مع نادي أنيانغ.

## وصلات خارجية
- جونغ جاي-جونغ على موقع دوري كوريا الجنوبية (الإنجليزية)
- جونغ جاي-جونغ على موقع Soccerway.com (الإنجليزية)